# Синаи
Синаи (итал. Sinnai) је насеље у Италији у округу Каљари, региону Сардинија.
Према процени из 2011. у насељу је живело 15791 становника. Насеље се налази на надморској висини од 145 м.

## Становништво
Према резултатима пописа становништва 2011. у општини је живело 16.730 становника.
| 1931. | 1936. | 1951. | 1961. | 1971. | 1981.  | 1991.  | 2001.  | 2011.  |
| ----- | ----- | ----- | ----- | ----- | ------ | ------ | ------ | ------ |
| 5.122 | 5.617 | 6.736 | 7.725 | 8.799 | 11.229 | 13.086 | 15.235 | 16.730 |

## Партнерски градови
- Боволоне
- Темпио Паузанија
- Армунђа
- Фоца
- Азијаго